# Реагенти-регулятори середовища
Регулятори середовища використовують для створення оптимальних умов дії інших реагентів при флотації. Це досягається головним чином зміною рН середовища, видаленням із рідкої фази пульпи так званих «небажаних» йонів, регулюванням значень окиснювально-відновлювального потенціалу пульпи і процесів диспергування та коагуляції шламів. Як реагенти-регулятори середовища використовують неорганічні й органічні сполуки, багато з яких застосовують як активатори та депресори флотації мінералів.

## Регулювання рН пульпи
Зміна рН середовища може суттєво впливати на стан мінеральної поверхні й збирача у розчині, спричиняти осадження одних і роз-чинення інших компонентів, присутніх у пульпі, підсилювати або послаблювати конкуренцію між йонами рідкої фази і збирачем за місце на поверхні мінералу. Тому регулювання концентрації водневих (або гідроксильних) йонів у пульпі є одним із головних засобів підвищення селективності флотаційного процесу.
Для регулювання рН середовища звичайно використовують найдешевші реагенти. Для створення лужного середовища найчастіше застосовують вапно СаО і соду Na2CO3, рідше їдкий натр NaOH. Для створення кислого середовища або нейтралізації лужного середовища застосовують сірчану кислоту H2SO4.

## Видалення «небажаних» йонів
Характер «небажаних» йонів визначається застосованим процесом флотації, а їхня концентрація у пульпі — якістю води і розчинністю мінералів, що знаходяться у руді. До «небажаних» йонів, у першу чергу, належать йони, які зменшують концентрацію збирача в пульпі, депресують мінерали, що флотуються, і активують флотацію мінералів, що депресуються.

## Йони, що зменшують концентрацію збирача у пульпі
При вико-як збирача карбонової кислоти до «небажаних» йонів належать солі важких і лужноземельних металів, які утворюють зі збирачем осади важкорозчинних сполук (мил) і таким чином зменшують концентрацію збирача у пульпі. Додавання у пульпу таких регуляторів середовища, як сода або фосфатні сполуки, дозволяє зв'язати «небажані» йони і перевести їх в осад. Необхідна концентрація карбонатних або фосфатних сполук при цьому визначається концентрацією йонів збирача [An–] і водню [H+].

## Йони, що депресують флотовані мінерали
До таких йонів належать, наприклад, сульфідні йони, надлишкова концентрація яких спостерігається у пульпі після сульфідизації окиснених цинкових мінералів перед їхньою флотацією і після десорбції збирача з поверхні мінералів колективного концентрату перед його розділенням. Нейтралізація депресуючої дії надлишку йонів сірки здійснюється за рахунок добавок солей важких металів, які в цьому випадку використовуються як регулятори середовища.

## Йони, що активують флотацію депресованих мінералів
До таких йонів належать, наприклад, йони міді у циклі свинцевої флотації при збагаченні свинцево-цинкових руд, тому що вони активують сфалерит. Для зв'язування йонів міді застосовують ціаніди або сірчистий натрій. Для нейтралізації активуючої дії солей лужноземельних металів на мінерали пустої породи при флотації з оксигідрильними збирачами застосовують соду, фосфатні сполуки, рідке скло.

## Регулювання окиснювально-відновлювального потенціалу пульпи
Окиснювально-відновлювальний потенціал пульпи може суттєво впливати на стан поверхні мінералів, швидкість протікання реакцій окиснення-відновлення поверхні сульфідних мінералів (напр., у системі ксантогенат — диксантогенід), співвідношення окиснених і відновлених форм реагенту в об'ємі пульпи. Окиснювально-відновлювальний потенціал пульпи можна регулювати поданням окиснювачів (напр., перекису водню, перманганату та ін.) або відновників (напр., сульфіту, тіосульфіту та ін.), електрохімічною обробкою пульпи або її аерацією.

## Регулювання процесів диспергування і коагуляції шламів
У флотаційних пульпах часто спостерігається коагуляція тонких шламів і їхнє налипання на більш крупних частинках. Налипання як гідрофільних, так і гідрофобних шламів приводить до депресії флотації крупних частинок. Гідрофільні частинки запобігають розриву гідратного прошарку між частинкою і бульбашкою, а гідрофобні закріплюються на бульбашках і відриваються при підйомі бульбашки від крупних частинок і залишають їх у пульпі. Коагуляція тонких частинок у більшості випадків не є селективною — шламисті частинки різних мінералів злипаються, що обумовлює утворення штучних зростків і порушення селективної флотації тонких частинок. Для запобігання неселективної коагуляції і налипання тонких частинок на крупні застосовують реагенти-диспергатори. Як диспергатори застосовуються рідке скло, фосфати, крохмаль, сірчистий натрій та ін.